# Chiesa di Santa Maria (Isola del Cantone)
La chiesa di Santa Maria è un luogo di culto cattolico situato nella frazione di Borlasca, in via Borlasca, nel comune di Isola del Cantone nella città metropolitana di Genova. La chiesa è sede della parrocchia omonima del vicariato di Arquata-Serravalle della diocesi di Tortona.

## Storia e descrizione
La struttura si presenta in stile architettonico barocco e l'attuale impianto è risalente al XVIII secolo, ma la chiesa ha una datazione certamente più antica.
Al suo interno è conservata una replica della tela Martirio di sant'Agnese, dipinta posteriormente al 1610 ed autografa del pittore Camillo Procaccini.
L'antica confraternita omonima fu istituita nel 1748 con breve apostolico papale del pontefice Pio VI.